# Yoo In-young
Yoo In-young, pseudonimo di Yoo Hyo-min (hangeul: 유효민; Seul, 5 gennaio 1984), è un'attrice e modella sudcoreana.
È nota per le sue interpretazioni nei serial televisivi Sinira beulri-un sanai e Babo eomma.

## Carriera
Nativa di Seul, entra nel mondo dell'intrattenimento facendo da modella per svariate catene di prodotti, prima del suo debutto come attrice nel 2004.

## Filmografia

### Cinema
- Geunyeoreul moreumyeon gancheop (그녀를 모르면 간첩), regia di Park Han-jun (2004)
- Gidarida michyeo (기다리다 미쳐), regia di Ryu Seung-jin (2008)
- Abeojiwa mariwa na (아버지와 마리와 나), regia di Lee Moo-young (2008)
- Bada wi-ui piano (바다 위의 피아노), regia di Song Dong-yun (2011)
- Bicheoleom eum-agcheoleom (비처럼 음악처럼), regia di Ahn Jae-seok (2012)
- Bam-ui yeowang (밤의 여왕), regia di Kim Je-yeong (2013)
- Veteran (베테랑), regia di Ryoo Seung-wan (2015)
- Yeogyosa (여교사), regia di Kim Tae-yong (2016)
- Siganwi-ui jib (시간위의 집), regia di Lim Dae-woong (2017)
- Cheese in the Trap (치즈 인 더 트랩), regia di Kim Je-young (2017)

### Televisione
- Loveholic (러브홀릭) – serial TV (2005)
- Nun-ui yeo-wang (눈의 여왕) – serial TV (2006-2007)
- Miuna gouna (미우나 고우나) – serial TV (2007)
- Nae sarang geumjiog-yeob (내 사랑 금지옥엽) – serial TV (2008)
- Sinira beulri-un sanai (신이라 불리운 사나이) – serial TV (2010)
- Babo eomma (바보엄마) – serial TV (2012)
- Neongkuljjae gulleoon danshin (넝쿨째 굴러온 당신) – serial TV (2012)
- Gwanggo cheonjae i-tae-baek (광고천재 이태백) – serial TV (2013)
- Wonderful Mama (원더풀 마) – serial TV (2013)
- Byeor-eseo on geudae (별에서 온 그대) – serial TV (2013)
- Gi hwanghu (기황후) – serial TV (2013-2014)
- Samchongsa (삼총사) – serial TV (2014)
- Gamyeon (가면) – serial TV (2015)
- Oh My Venus (오 마이 비너스) – serial TV (2015-2016)
- Goodbye Mr. Black (굿바이 미스터) – serial TV (2016)
- Good Casting (굿캐스팅?) – serial TV (2020)

## Videografia
Yoo In-young è apparsa anche nei seguenti video musicali:
- 2004 – "We Were in Love" di Lyn
- 2005 – "2♡(Two Love)" dei GOD
- 2005 – "Don't Blame Him" di Wax
- 2007 – "Deep Black" dei M To M
- 2008 – "Lalala" degli SG Wannabe
- 2009 – "Chewed Gum" di Chung Lim
- 2012 – "Punishment" di Roh Ji-hoon